# Blodtryk
Blodtrykket angiver hvor stort et tryk blodet yder på blodkarrene i kredsløbet. Det måles almindeligvis ved at lægge en blodtryksmanchet (cuff) om overarmen. Denne pumpes op med luft, der langsomt slippes ud igen; undervejs aflæses blodtrykket. Dette er smertefrit så længe man slapper af i armen. 
Blodtrykket afhænger grundlæggende af tre faktorer: hjertets minutvolumen, den perifere modstand i karrene og blodvolumen. Hvor den øgede perifere karmodstand oftest er årsagen til hypertension.  
Blodtrykket måles i millimeter kviksølv (mmHg) og angives med to værdier, f.eks. 135/75 der udtales "135 over 75". Den første værdi angiver "arbejdstrykket" (systolen) og er udtryk for det tryk blodet yder på karvæggen i hjertets sammentrækningsfase. Den anden værdi angiver "hviletrykket" (diastolen) som er det tryk blodet yder i hjertets hvilefase. Forskellen mellem de to værdier angives som pulstrykket; dette stiger normalt med alderen og er et mål for elasticiteten af de store centrale arterier. En anden afledning af blodtrykket kaldes middeltryk. Middeltrykket er det gennemsnitlige tryk målt over en hel hjertecyklus. Dette estimeres ofte som 2/3 x diastolisk + 1/3 x systolisk tryk; en simpel gennemsnitsværdi af systole og diastole er ikke tilstrækkelig, da diastolen typisk varer dobbelt så lang tid som systolen.
Blodtrykket kan måles elektronisk, auskultatorisk ("ved at lytte") eller palpatorisk ("ved at føle"). 
Et normalt blodtryk vil, i hvile, ligge i intervallet 100-140 (systolisk) og 60-90 (diastolisk). Har man et blodtryk under 100/60 mmHg kaldes det for hypotension (lat.: hypo, under og tensio, tryk) og ligger det over 140/90 mmHg kaldes det hypertension (lat.: hyper, over). Ligger blodtrykket uden for disse referencer bør man tale med sin praktiserende læge. For diabetikere og nyresyge bør blodtrykket ikke overstige 120/80, da deres karvægge er mere sårbare for forhøjet tryk[kilde mangler].
Hypertension er en kendt risikofaktor for blodpropper og hjerte-kar-sygdomme, f.eks. apopleksi og forstørret hjerte. Det bør derfor reguleres med motion, diæt, rygestop og eventuelt med medicinsk behandling.

Hypotension kan medføre svimmelhed og besvimelser (lat.: synkope) fordi der ikke kommer blod nok til hjernen. Konstant hypotension kan føre til at organerne ikke får blod (ilt) nok, hvilket bl.a. ses ved akut kredsløbsshock. 
Hvis det systoliske blodtryk er under 90 mmHg, eller har man symptomer på hypotension, bør man kontakte en læge.
Ortostatisk hypotension er betegnelsen for en tilstand, hvor der opstår en trykforskel mellem hjertet og lungerne ved en pludselig stillingsændring. Det ses ved at man bliver svimmel, får flimren for øjnene og eventuelt besvimer. Der er ikke noget umiddelbart farligt ved ortostatisk hypotension, udover, at man ved besvimelse kan falde og herved pådrage sig andre skader. Især er hovedet i risiko for slag, der kan give komplikationer. 